# Wielersport
De wielersport is een verzamelnaam voor alle sporten waarbij gebruik wordt gemaakt van een fiets. Voor de fietssporten waarbij het op snelheid aankomt (en dat zijn de meeste) wordt ook de term wielrennen gebruikt. Er zijn verschillende takken binnen de wielersport. Binnen elke tak draagt de wereldkampioen op een bepaald onderdeel altijd de regenboogtrui. De Internationale Wielerunie (UCI) is de wereldwijde overkoepelende organisatie binnen de wielersport.

## Disciplines
De verschillende takken van de wielersport zijn:
- Olympisch (onderdeel van de Olympische Zomerspelen):
  - Baanwielrennen
  - BMX
  - Mountainbiken
  - Wegwielrennen
  - Fietsdisciplines tijdens multisport (zoals triatlon)

- Niet-olympisch:
  - Veldrijden
  - Gravelfietsen
  - Cyclobal
  - Kunstfietsen
  - Trial
  - Tandemfietsen (tot 1994 onderdeel van het WK baanwielrennen)
  - Eenwieleren (geen onderdeel van de UCI)
  - Ligfietsen (geen onderdeel van de UCI)

Verschillende van deze sporten hebben subdisciplines, zoals het tijdrijden bij het wegwielrennen, de sprint en de achtervolging bij het baanwielrennen, enz.

## Geschiedenis van het wegwielrennen

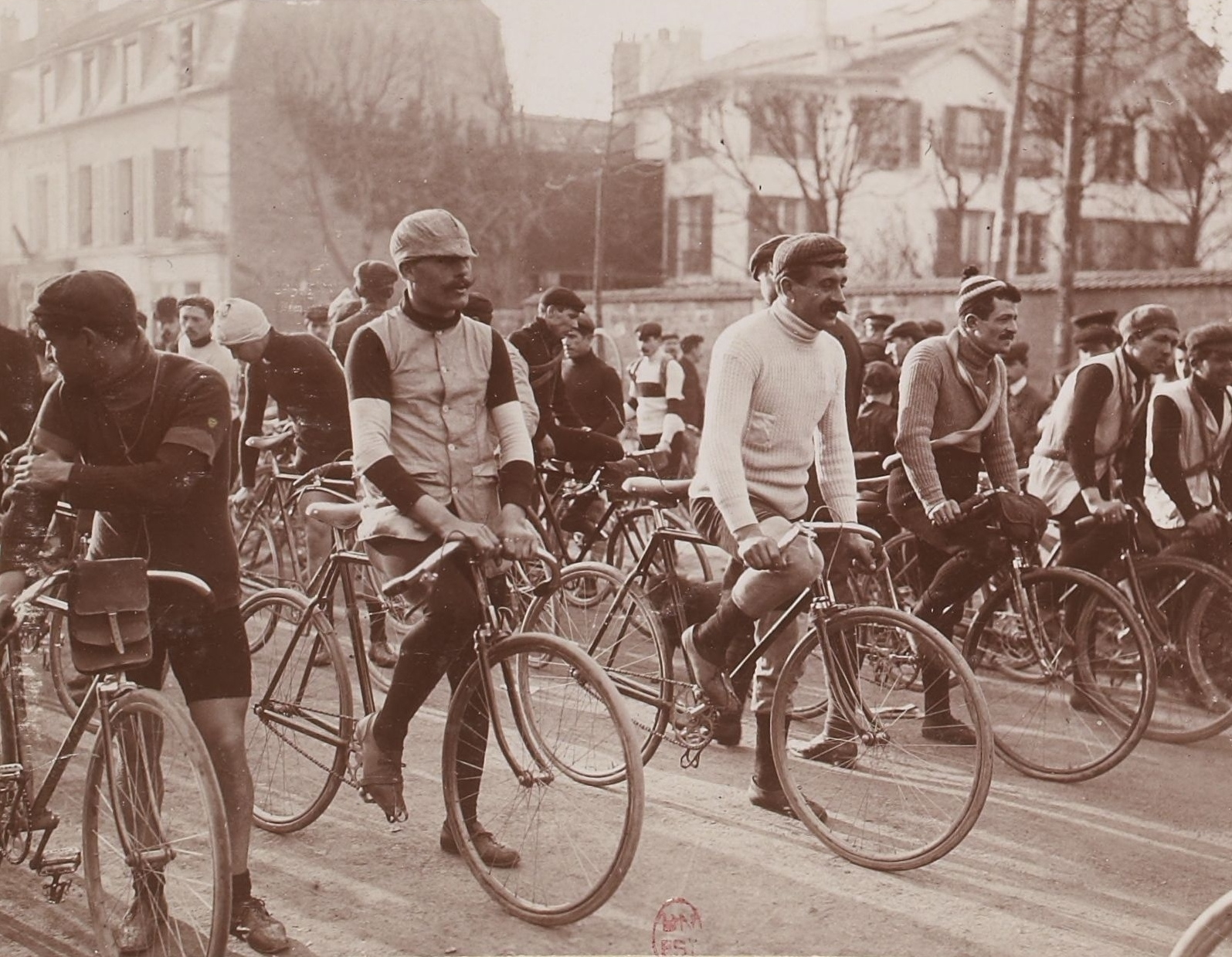
Parijs-Roubaix 1907

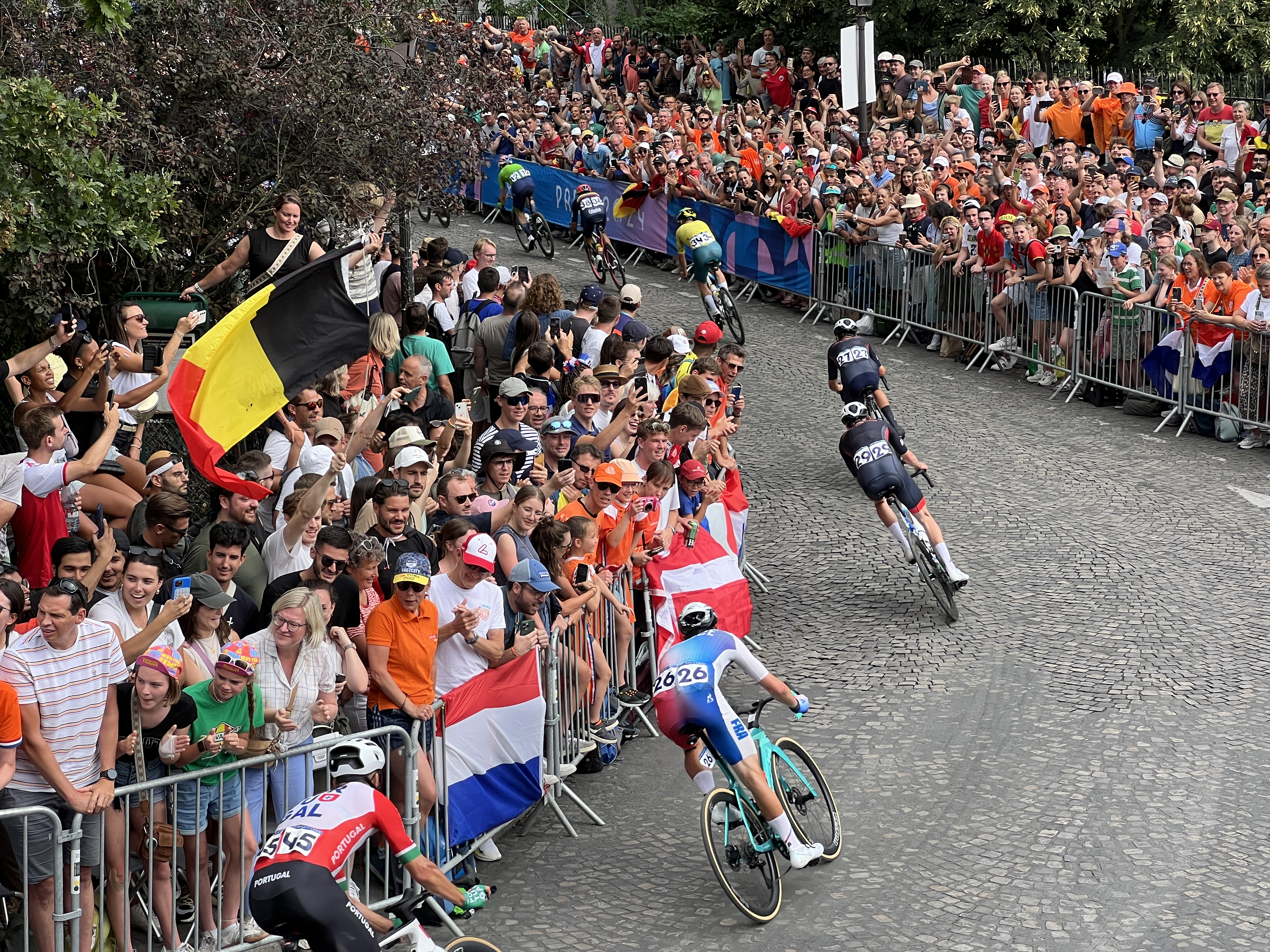
Wegwielrennen in Montmartre tijdens de Olympische Zomerspelen 2024 te Parijs

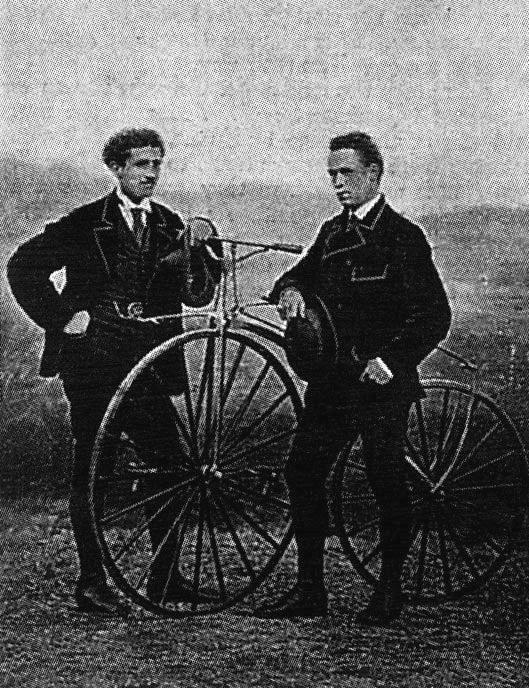
1869 wegwedstrijd Paris-Rouen, 7 november; rechts winnaar James Moore (GB), links Jean-Eugene-Andre Castera (FR) de nummer 2. De vélopcipède is waarschijnlijk die van James Moore, van de Parijse fabrikant Eugène Meyer, en mogelijk al voorzien van kogellagers in plaats van glijlagers. In 1870 en 1871 vergrootten de fabrikanten bijna per wedstrijd het voorwiel om sneller te kunnen rijden. Ook werd het rijwiel lichter (van pakweg 20 kilo naar 10 kilo) door toepassing van nieuwe technieken zoals de holle stalen buis en de draadspaken.

De fiets werd uitgevonden in de 19e eeuw en is vandaag de dag in veel regio's nog steeds het belangrijkste vervoermiddel.
De eerste wielerwedstrijd vond plaats op 31 mei 1868 in het Parc de Saint-Cloud nabij Parijs, over een afstand van 1.200 meter. De wedstrijd werd gewonnen door de Brit James Moore. Hij reed de wedstrijd op een fiets met rubberen banden.
De eerste wedstrijd op Belgische bodem werd verreden in Gent op 11 april 1869. In de zomer van 1869 werd tussen Veurne en Adinkerke de eerste intergemeentelijke wegwedstrijd georganiseerd. De wedstrijd werd gewonnen door de Belg Justin Vandermeeren, een schoenmaker uit Alveringem.
Op 7 november 1869 werd met Parijs-Rouen de eerste volwaardige wedstrijd tussen twee steden gereden. De wedstrijd werd opnieuw gewonnen door James Moore. Hij legde de 123 kilometer tussen beide steden af in een tijd van 10 uur en 40 minuten.
De oudste wielerwedstrijd ter wereld die nog steeds wordt verreden, is Milaan-Turijn. De wedstrijd werd voor het eerst verreden in 1876 en werd toen gewonnen door de Italiaan Paolo Magretti.
Zo rond 1895 ontstond in de wielersport (dus ook bij het wegwielrennen) een tweedeling tussen de amateurs en de professionals. De oorzaak zal vooral aan de kant van de amateurs, liefhebbers die niet voor een vergoeding wilden strijden en ook niet tegen tegenstanders wilden aantreden die dat wel deden. Belangrijk om deze splitsing goed te begrijpen is dat amateurs vaak welgesteld waren en zich konden veroorloven om op eigen kosten mee te doen. Professionals konden de prijzen (of de sponsoring door rijwiel- of bandenfabrikanten) juist goed gebruiken om in hun levensonderhoud te voorzien. In de kern gaat het dus om een klassenverschil. Soms ging dit onderscheid zo ver dat amateurs vooral onderling wilden wedijveren op basis van hun talent, en dat talent geen training behoefde. Zij zagen trainen dan ook als onsportief.

## Wereldkampioenschappen
In elke olympische wielerdiscipline worden jaarlijks wereldkampioenschappen gehouden. De wereldkampioen krijgt de regenboogtrui. In de populairste tak van de wielersport, het wegwielrennen, zijn Alfredo Binda, Rik Van Steenbergen, Eddy Merckx, Óscar Freire en Peter Sagan recordhouder met elk drie wereldtitels.
| Discipline                  | Periode    | Even. | Organisatiefee per editie (in CHF)       |
| --------------------------- | ---------- | ----- | ---------------------------------------- |
| Baanwielrennen              | 1893-heden | 22    | 800.000 (2025-2026)                      |
| BMX                         | 1986-heden | 6     |                                          |
| Granfondo                   | 2011-heden |       |                                          |
| Gravelrace                  | 2022-heden | 21    | 100.000 + 10,- per deelnemer (2024-2026) |
| Indoor wielrennen           | 1956-heden |       |                                          |
| Mountainbike                | 1990-heden | 17    | 500.000 (2025-2026)                      |
| Mountainbike marathon       | 2003-heden | 2     | 135.000 (2025-2026)                      |
| Para-cycling baanwielrennen | 2006-heden |       |                                          |
| Para-cycling wegwielrennen  | 2006-heden |       |                                          |
| Trials                      | 1987-1999  |       |                                          |
| Urban cycling               | 2017-heden |       |                                          |
| Veldrijden                  | 1950-heden | 7     | 425.000 (2024-2026)                      |
| Wegwielrennen               | 1921-heden | 13    | 8.000.000 (2025-2026)                    |

## Uitrusting

De evolutie van de fiets

Voor iedere discipline wordt gebruikgemaakt van een ander soort fiets. De maten van de verschillende onderdelen, het soort rem, de banden, de wielmaat en allerlei andere factoren maken hierbij het verschil. Bij het tijdrijden is het bijvoorbeeld belangrijk om een gestroomlijnde fiets te hebben, om op die manier zo weinig mogelijk luchtweerstand te ervaren.
De kleding bestaat onder andere uit een speciaal wielrennersshirt, een wielrennersbroek en wielrennersschoenen. Ook dragen de renners tegenwoordig in vrijwel alle disciplines een helm. Meestal dragen ze ook handschoenen die tot de helft van de vingerkootjes reiken.

## Wegwielrennen
Het wielrennen op de weg is de bekendste en populairste tak van de wielersport. In het wegwielrennen vinden wedstrijden plaats op de openbare weg, die hiervoor veelal wordt afgezet. Hierbij zijn drie subdisciplines:
- individuele tijdrit (itt), waarbij elke renner individueel start en de renner met de snelste tijd wint.
- ploegentijdrit (ttt), waarbij men per ploeg start en de ploeg met de snelste tijd wint.
- wegwedstrijd, waarbij het hele peloton gezamenlijk start en degene die als eerste de eindstreep bereikt, wint.

De meeste renners nemen aan alle drie de disciplines deel en in meerdaagse wedstrijden worden ze vaak gecombineerd. In dergelijke etappewedstrijden worden de tijden die de renners nodig hebben om elke etappe af te leggen, bij elkaar opgeteld om het algemeen klassement te bepalen.
In het wegwielrennen heeft de Ronde van Frankrijk het meeste aanzien. Daarnaast zijn ook de twee andere Grote Rondes (de Ronde van Italië en de Ronde van Spanje), de vijf Monumenten (Milaan-San Remo, de Ronde van Vlaanderen, Parijs-Roubaix, Luik-Bastenaken-Luik en de Ronde van Lombardije) en het wereldkampioenschap belangrijk.
Sinds 2011 zijn de belangrijkste wedstrijden samengevoegd in de UCI World Tour. Dit is de opvolger van verschillende eerdere wereldranglijsten die sinds 1948 hebben bestaan. De overige wedstrijden voor (semi)profs zijn gegroepeerd in de Continental Circuits.

## Veiligheid

### Blessures
Frequente wielrenners kunnen geblesseerd raken. Door een val kan een hersenschudding of ernstig schedel- of hersenletsel ontstaan, of breuken of luxaties van de schouder en het sleutelbeen.
Door overbelasting kunnen klachten optreden bij de knieën, in de onderrug, aan de nek of schouder. Veel wielrenners hebben last van zadelpijn, tintelingen in de handen en brandende voeten. Bij vrouwen kan een niet omkeerbare zwelling van de schaamlippen optreden, de bicyclist's vulva.

### Ongelukken
De wielersport kent een lange geschiedenis van dodelijke ongelukken. Voorbeelden zijn Tom Simpson (overleed tijdens het beklimmen van de Mont Ventoux in de Ronde van Frankrijk, 1967), Isaac Gálvez (overleed na een botsing met een andere renner tijdens de Zesdaagse van Gent, 2006), Wouter Weylandt (overleed na een val in de Ronde van Italië, 2011) en Gino Mäder (overleed een val in een ravijn in de Ronde van Zwitserland, 2023).
Fietsen vindt meestal plaats op de openbare weg. Zelfs in verschillende wedstrijden is er verkeer mogelijk tegelijk met de wedstrijd. Auto-ongelukken en crashes komen daardoor relatief veel voor. Om die reden werd in 2023 "SafeR" opgericht, een onafhankelijke instantie die de Internationale Wielerunie zal adviseren hoe de wielersport veiliger te maken.

## Aanbevolen literatuur
Een goede Nederlandstalige (maar internationaal georiënteerde) beschrijving van de geschiedenis van de wielersport is het boek ‘’Het zweet der goden’’ van de Nederlandse socioloog Benjo Maso uit 1990.